# Новохатский, Сергей Владимирович
Сергей Владимирович Новохатский — российский военнослужащий, офицер Военно-морского флота Российской Федерации. Капитан 1-го ранга, Герой Российской Федерации (2016).

## Биография
Родился 4 октября 1977 года в Ленинграде (ныне — Санкт-Петербург), в семье военного моряка, Новохатского Владимира Фёдоровича. В 1994 году окончил среднюю школу № 288 и поступил в военно-морское училище, которое окончил в 1999 году. С 1999 года проходит службу в 11-й дивизии подводных лодок Северного флота. Проходил службу в 74-м экипаже «Сегежа» подводной лодки проекта 949А, прошёл путь до капитана 1-го ранга и командира экипажа. Вместе со своим экипажем выполнял задачи боевых служб на АПРК К-410 «Смоленск». В 2017—2019 годах слушатель Военного учебного-научного центра «Военно-морской академии имени Адмирала Флота Н. Г. Кузнецова». С 2019 года заместитель командира 11-й дивизии подводных лодок.

## Награды
Герой Российской Федерации — «закрытым» указом Президента Российской Федерации от 23 июня 2016 за мужество и героизм проявленный при выполнении специального задания, капитану 1-го ранга Новохатскому Сергею Владимировичу присвоено звание Героя Российской Федерации с вручением медали «Золотая